# 전설의 고향 - 1996년
《전설의 고향 - 1996년》은 1996년 6월 26일부터 1996년 9월 12일까지 KBS 2TV에서 방영된 전설의 고향 시리즈 중 1996년판이다. 평균 시청률은 27.8% (당시 MSK 미디어 서비스 코리아).

## 제1화 ~ 제2화: 호녀(狐女)

### 개요
- 방영일 : 1996년 6월 26일 ~ 1996년 6월 27일
- 극　본 : 임충
- 윤　색 : 최민수
- 연　출 : 김종선
- 줄거리 : 간이 없는 시신이 연달아 발견되자 동네 소문이 안 좋아지고, 춘길은 우연히 탑을 도는 여인을 만나 혼인하였다. 그 뒤 춘길의 어머니는 며느리가 밤에 떠도는 모습을 보고 며느리를 쫓으려다 죽게되면서 춘길은 결국 검을 맞아 죽어가는 부인을 지켜보고 출가하여 스님이 되었다.

### 등장 인물
주요 인물
- 허준호 :춘길 역
- 박상아 :향이 (구미호) 역
- 박주아 : 춘길의 어머니 역
- 안병경 : 향이의 오빠 (구미호) 역
- 이일재 : 김씨 양반 형님 역

그 외 인물
- 최선자
- 하대경
- 주호성
- 최주봉
- 김종구
- 곽정희
- 허길자
- 신수강
- 이경아
- 이한수
- 이원발
- 진운성
- 문창근

## 제3화: 나비의 한(恨)

### 개요
- 방영일 : 1996년 7월 3일
- 극　본 : 임충
- 윤　색 : 정경아
- 연　출 :
- 줄거리 : 이 선비는 밀양으로 부임을 자청하고, 밀양에 부임한 이 선비는 그날 밤, 아랑의 사연을 듣고 다음날에 이방과 포졸들을 모이게 한다. 이방은 밀양부사에게 백성을 쥐어짠다고 곤장을 맞은데 대한 앙심을 품고, 아랑은 영남루에서 보름달을 지켜보다 포졸에게 납치되고 결국 살해당했다. 아랑은 나비로 환생하여 범인을 밝히고, 이방도 하옥된다. 이 선비는 나비를 쫒아 아랑의 시신을 거두고 장사를 지냈다.

### 등장 인물
주요 인물
- 박선영 : 아랑 역
- 김규철 : 이 선비 역
- 박규채 : 아랑의 아버지 역
- 홍성민 : 관리 역

그 외 인물
- 전병옥 : 이방 역
- 한현배
- 이종남
- 고희준
- 주호성
- 박희진
- 허정규
- 최재원 : 관노 주기 역
- 이영수
- 박충길
- 정민정
- 권익규

## 제4-1화: 은장도(銀粧刀)

### 개요
- 방영일 : 1996년 7월 4일
- 극　본 : 임충
- 연　출 : 안영동
- 줄거리 : 임진왜란이 한창 벌어지고 있던 시기, 임생은 약혼녀 김소저를 만나러 가다 우연히 밤에 여인을 보게 됐고, 임생은 김소저를 보며 기뻐하였다. 그러나 다음날, 김소저는 뼈만 남은 시신이었고, 그녀가 남긴 은장도로 그녀의 죽음을 뒤늦게 알게 된 임생은 슬퍼할 뿐이었다.

### 등장 인물
주요 인물
- 김태우 : 임생 역
- 민재희 : 김소저 역

그 외 인물
- 오기환 : 노인 역
- 기정수 : 사내 역
- 배미자 : 아낙 역
- 공정인 : 몸종 삼월 역

## 제4-2화: 사녀(蛇女)

### 개요
- 방영일 : 1996년 7월 4일
- 극　본 : 임충
- 연　출 : 안영동
- 줄거리 : 홍생이 사또로 부임한 뒤 어느 날, 비를 피하러 여염집에 들어갔는데, 여인과 하룻밤 지내고 떠난 홍생은 다른 여인과 혼인하고, 여인은 수절하다 결국 구렁이가 되었고, 홍생은 다시 그 여인과 하룻밤 지낸 뒤, 그 여인이 뱀으로 변하면서 쓰러져 죽었다.

### 등장 인물
주요 인물
- 금보라 : 의문의 여인 (구렁이) 역
- 태민영 : 홍생 역

그 외 인물
- 이문환
- 이계영
- 최수억

## 제5화: 사후절부 야물(死後折婦也勿)

### 개요
- 방영일 : 1996년 7월 10일
- 극　본 : 최민수
- 연　출 : 이덕건
- 줄거리 : 청산은 여진족들이 국경을 넘어오면서 어머니를 잃자마자 바로 아버지의 전사로 3년상을 치른 뒤 야물의 집으로 달려왔다. 그러나 야물은 이미 청산을 그리다 요절했고, 야물의 동생 곱분은 청산을 마음에 들어했다. 청산은 곱분과 함께 섬으로 야반도주했고, 그 섬에서 어부들이 야물의 귀신을 보고 다치는 사건이 일어났다. 곱분은 얼마 뒤, 그 섬을 떠나자고 말하고, 청산은 돌아와 잘못을 빌었으나, 사실은 야물의 귀신이 곱분으로 변하여 청산과 같이 있었다. 마지막에는 곱분에게 빙의하여 자신은 떠나가니 곱분과 청산이 혼인하면 곱분의 병이 낫는다는 부탁을 남기고 야물은 저승으로 떠났다.

### 등장 인물
주요 인물
- 임경옥 : 야물 역
- 이민우 : 청산 역
- 임동진 : 야물의 아버지 역
- 서우림 : 야물의 어머니 역
- 이혜근 : 곱분 역

그 외 인물
- 김보미
- 고희준
- 최상훈 : 청산의 아버지 역
- 하대경
- 최상일
- 이한위 : 어부 역
- 손종범 : 어부 역

## 제6화: 덕대골

### 개요
- 방영일 : 1996년 7월 11일
- 극　본 : 임충
- 연　출 : 김종선
- 줄거리 : 어느날 임 서방은 병으로 고생하다 아내가 여러 방법을 찾아보았지만 소용이 없자 스님이 시체의 다리를 고여 먹이면 낫는다는 말을 듣고 그날밤 아내는 시체를 찾아 결국 그 다리를 고아 남편에게 먹였다. 그랬더니 남편은 한순간에 씻은듯이 바로 나앗으며 마침내 시체의 제사를 지내다가 발견한 것이 결국 시체의 다리는 산삼이었다는 것을 알고 깨닫게 된다.

### 등장 인물
주요 인물
- 윤유선 : 임 서방의 부인 역
- 백윤식 : 임 서방 역

그 외 인물
- 김인태 : 스님 역
- 최주봉
- 사미자 : 임 서방 부인의 어머니 역
- 천호진 : 선비 역
- 권병준
- 진운성
- 이승빈
- 권익규
- 김병철 : 시체 역
- 이광기 : 시체 역

## 제7화 ~ 제8화: 깽이바다

### 개요
- 방영일 : 1996년 7월 18일 ~ 1996년 7월 19일
- 극　본 : 임충
- 연　출 : 이덕건
- 줄거리 : 가야시대에 깽이가 있었다. 깽이는 부친의 원한을 갚기 위해 검술을 연마해 도둑이 되었고 무애와 병사들은 깽이의 주막을 찾아 목을 축이고 갔다. 그리고 무애와 병사들, 그리고 아이를 잉태한 금군의 부인마저 깽이에게 죽고 깽이는 금군과 대결을 하였으나 금군의 검술에 당하고 아이를 금군에게 넘기고 강에 몸을 던졌다. 한편 금군은 칠성을 거두고 20년이 흐른 뒤, 강무와 드잡이를 한 칠성을 질책한 금군은 아들이 정진해야 한다 생각했다. 깽이에게 강무가 당하고 금군은 검술을 연마해서 정진하라고 칠성을 격려한다. 한편 공주를 찾기 위해 왜국으로 건너간 칠성은 거기서 체포되고, 깽이는 등에 난 칠성점으로 아들임을 확인하고, 자신의 아들 칠성을 가야로 되돌려 보내기 위해 배를 태우고, 그를 쫓아온 군사들과 맞서고 최후를 맞이하였다.

### 등장 인물
주요 인물
- 김영철 : 깽이 역
- 나한일 : 검군 역
- 김용준 : 칠성 (깽이의 아들) 역
- 김주영 : 왜적의 우두머리 역

그 외 인물
- 이주경 : 검군의 부인 역
- 이상인 : 검군의 부하 역
- 이한위 : 검군의 부하 역
- 박칠용 : 가야국의 임금 역
- 이철민 : 칠성의 부하 역
- 김영선 : 구경꾼 역

## 제9화: 쌍태(雙胎)바위

### 개요
- 방영일 : 1996년 7월 24일
- 극　본 : 홍순목
- 연　출 : 안영동
- 줄거리 : 장사치 치운의 아들 정훈은 글공부에 매진하고, 돌섬의 요물에 대한 소문을 듣고 무인도로 건너간다. 그곳에서 주광이 거둔 여인이 있었고 정훈은 돌아와 여인을 잊지 못한다. 한편 이 사실을 안 치운은 돌섬으로 가면서 주광을 다시 만나고, 과거를 생각한다. 지금은 죽은 부인이 낳은 쌍둥이 남매였으나 딸은 치운이 "다음 생에 부녀의 인연을 맺자"고 바다에 버렸다. 얼마 뒤, 치운은 자객을 보내 주광을 암살하고, 주광이 거둔 여인도 자객의 칼에 맞아 절명한다. 정훈은 그 소식을 듣고 섬으로 가려다 치운에게 발각되어 창고에 유폐되었으나, 곧 탈출하여 섬으로 향했다. 낭자의 죽음을 확인하고 정훈은 "다음 생에 부부의 연을 이어달라"고 기도하고 끝내 자결하였다. 돌섬으로 온 치운은 아들의 죽음을 보고 가슴에 묻어야 했다.

### 등장 인물
주요 인물
- 홍일권 : 정훈 역
- 김정민 : 연 낭자 (정훈의 여동생) 역
- 최정훈 : 윤치운 (정훈의 아버지) 역
- 이신재 : 주광 (연 낭자의 할아버지) 역

그외 인물
- 박칠용 : 집사 역

## 제10화: 짝사랑각

### 개요
- 방영일 : 1996년 7월 25일
- 극　본 : 임충
- 연　출 : 김종선
- 줄거리 : 고성에 사는 머슴인 연이 아씨의 대감 밑에 덕보가 있었는데 사월은 바닥을 닦다가 실수로 대감이 아끼던 항아리를 깨뜨리며 덕보한테 네가 깨뜨린거라고 말해달라면서 결국 덕보가 사월이 대신 곤장을 맞게된다. 그러던 어느날 대감의 외동딸인 연이가 집에 돌아오고 덕보가 첫눈에 반하며 절구를 하고 있다가 사월은 덕보를 불러 연이 아씨한테 가보라고 하더니 연이는 덕보를 부르면서 뒷동산에 그네를 메어달라는 부탁을 하고 덕보가 만든 그네를 연이 아씨가 타게 되면서 덕보는 몰래 보다가 짝사랑에 빠지게 되는데 악몽을 꾸다가 깨어나보니 밤이 되자 비가 많이 오는 날에 연이의 집에 찾아가서 갑자기 꽃신 한짝을 몰래 가져가지만 연이는 못본척한다. 그러다가 칠성이 덕보한테 아씨 사주단자가 들어온다는 말을하게되고 덕보는 점점 표정이 굳어지자 다음날 사월은 덕보를 깨우면서 연이 아씨한테 다시 가보라 말하고 연이가 덕보를 다시 부르더니 덕보가 시집을 안간다는 약속을 연이한테 부탁하자 연이는 고개를 끄덕이며 덕보한테 다시 한번 같은 부탁을 하고 덕보는 연이가 부탁한 그네를 밤세워 만들면서 단오날 아침까지 뒷동산에 그네를 메어놓은채 집에 오지만 하인들은 연이의 시집 준비로 분주해지고 한 머슴이 갑자기 찾아오면서 덕보한테 오늘 연이 아씨 시집가는 날인데 잔치 준비 안하냐는 말을 듣고 실망을 한 덕보가 낫을 집어 나를 속였다며 그네를 베어버린다. 그날밤 연이는 시집을 가기 전 혼사 문제로 아버지의 내훈을 건네주며 한참 동안 울다가 문을 열었는데 덕보와 순간 마주치면서 덕보는 시집간다고 거짓말했다며 연이한테 말을 하지만 연이는 덕보를 꾸짖다가 한번만 용서할테니 썩 물러가라고 하자 갑자기 덕보가 훔쳐간 꽃신 한짝이 떨어지면서 놀라 실망하고 급하게 사월한테 말을 하려는 그순간 덕보가 연이의 입을 틀어 막아 연이를 죽게하고 사월이 보는 앞에서 살인자가 되어버린다. 그러자 사월이 대감을 부르면서 곧바로 대감이 오더니 덕보인걸 눈치채고 하인들에게 명령하고 죽은 연이를 붙잡아 대성통곡하면서 하인들이 덕보를 찾아봤지만 이미 없는 상황으로 되어버린 대감은 덕보를 끝까지 찾으라고 하자 그무렵 덕보는 시간이 지날수록 점점 연이에게 집착이 심해져 결국 무덤까지 곧바로 찾아가서 몰래 시신을 꺼내 동굴로 가져간 후 뒤늦게 온 대감이 시신이 사라진것을 알게되면서 역시 덕보가 범인이 확실하다며 산을 샅샅이 찾아보라고한다. 한편 동굴에 있던 덕보는 연이의 시신과 행복한 시간을 보내고 있었는데 갑자기 연이의 목소리가 들리고 잠시후 원혼이 동굴 천장에서 나타나자 연이가 내 몸을 돌려달라고 말을 하지만 덕보는 들은척도 하지 않은채 그제서야 시신을 안고 도주하다가 결국 혼자 도망가면서 절벽으로 추락하고 그렇게 사라졌던 연이의 시신이 다시 관속으로 돌아오면서 대감은 딸의 명복을 빌게된다.

### 등장 인물
주요 인물
- 김규철 : 덕보 역
- 최정원 : 연이 아씨 역

그 외 인물
- 신구 : 연이의 아버지 역
- 최주봉 : 만수 역
- 양택조 : 하인 역
- 박현 : 칠성 역
- 진운성 : 덕보의 친구 역
- 김미성 : 사월 역
- 김여랑
- 이상민

## 제11화: 야호(野狐)

### 개요
- 방영일 : 1996년 7월 31일
- 극　본 : 최민수
- 연　출 : 이덕건
- 줄거리 : 과거에서 낙방한 선비가 술을 마시고 길을 잘못 들어 구덩이에 빠지고, 정신을 차린 선비는 자신을 구한 노파가 가지고 있던 구슬에 욕심을 부려 노파를 죽인다. 선비는 구슬을 팔아 집을 마련하고, 딸 연옥이 걸린 불치병을 낫게 하기 위해 의원을 수소문한다. 그러다 얼마 안 가 치유되었고, 얼마 뒤 찾아 온 노승에 의해 아들을 출가시키고 세월이 흐른 뒤 딸을 따라 간 곳은 그 흉가였다. 선비는 그곳에서 결국 구미호였던 노파에게 당하고 딸은 원래 죽었으나 복수를 위해 구미호의 영혼이 깃들었다는 것을 알게 됐다. 결국 과거공부하던 아들이 안 좋은 느낌을 받고 스님에게 집에 갈 것을 청했고, 집에 간 아들은 부모의 죽음을 듣고 제사를 지냈다. 연옥은 노파에 의해 선비의 아들도 죽이라고 했으나, 아들은 노승이 준 물건과 연옥의 죽음으로 목숨을 건졌다.

### 등장 인물
주요 인물
- 박주아 : 구미호의 어머니 역
- 임경옥 : 연옥 (구미호) 역
- 김성환 : 김 선비 역
- 김혜옥 : 김 선비의 부인 역
- 허정규 : 성용 (김 선비의 아들) 역
- 최우혁 (아역) : 어린 성용 역
- 윤지유 (아역) : 어린 연옥 역

그 외 인물
- 이종만 : 스님 역
- 고희준
- 한현배
- 이제신
- 김진오
- 윤정빈
- 이경실
- 류복녀
- 장수혜 (아역)

## 제12화: 상정승골

### 개요
- 방영일 : 1996년 8월 1일
- 극　본 : 정경아
- 연　출 : 안영동
- 줄거리 : 충청도 천안에 살던 마음씨 착한 상동은 산에 나무를 해서 내려오는데 나무가 무거워서 넘어질려고 하다가 개미 무리를 밟을뻔해 개미떼를 피해서 조심 조심 내려간다. 그날밤 상동은 대감한테 머슴살이를 그만두겠다고 하고 이 집에서 30년 동안 일했으니 이제 나이도 40이라면서 대감은 상동한테 그러면 뭘 하고 싶냐고 묻자 상동은 한양 구경이나 해보고 싶다고 하고 대감은 그동안 수고했다면서 상동한테 300냥을 건네주며 한양 구경을 마치고나서도 할일이 없으면 다시 내집을 찾으라고 부탁하게된다. 그렇게 상동은 한양에 올라온 후 역병으로 많은 이들이 죽어가면서 시구문에는 시신들로 차고 있었고 주막에 들른 상동은 점쟁이 곽확에 대한 소문을 듣고 점쟁이를 찾아갔는데 곽확은 상동한테 복채 270냥을 내면 사주를 알려줄거라했지만 상동은 이미 270냥이 전재산이라 생각해 곽확한테 돈을 몽땅 내놓는다. 하지만 곽확은 소문대로 상동의 몸을 보다가 갑자기 상동을 나뭇가지에 매달고 상동은 곽확이 사기꾼이라고 생각해 뒤늦게 속은거라며 후회하는데 마침 번개가 줄에 맞아 줄이 끊어지면서 살아나게되자 우연히 관속의 여인을 보고 기겁해 쓰러지다가 다행히도 죽지 않았던 여인이 살려달라는 소리를 듣고 여인을 업고간다. 다음날 상동은 주막에 돈을 줄것이 없어서 일단 나무로 대신하고 여인을 지극정성으로 간호하는데 사실 여인은 역병 환자로 죽어서 시구문에 관에 실려 보내진 것이었으나 역병으로 앓다가 가사상태에 빠지다가 깨어난 것이었고 상동을 만나 그가 죽어가는 여인을 외면할 수 없어 주막에 데려가 품을 팔며 간호해서 결국 역병이 낫게된다. 한편 정승를 찾아간 상동은 몇일전에 어떤 낭자를 구했는데 그 낭자가 하는 얘기가 자긴 정승대감댁 외동딸이고 이름이 숙영이라하며 정승은 혹시 곽확이라는 자가 널 사주한거냐면서 상동을 꾸짖다가 정승의 부인이 딸은 이미 몇일전에 죽어서 장례를 치뤘다고 하자 상동은 관속에서 구했다고 하고 정승부부를 주막으로 데려가는데 마침 숙영이 깨어있었고 상동한테 고맙다는 말을하게된다. 그래서 상동은 임금님한테 포상으로 비단을 받고 정승대감한테 진수성찬을 받은 후 밤이되자 정승은 소원을 말하라는 말에 상동은 나이가 40이라 여태껏 장가를 못갔다면서 그러더니 정승부부는 마침 적당한 처자와 혼인을 시켜주겠다면서 혼사를 치루고 살만한 집 마련해주겠다고 하자 상동은 제가 혼인 날짜를 정하다가 혼례날이 되면 색시가 셋이나 죽는다며 거부하는데 갑자기 숙영이 정승부부한테 저를 구해준 은인과 혼인시켜달라고 요청하면서 결국 숙영과 상동은 혼인하지만 정승부부의 표정이 어두워진다. 다음날 새벽 상동은 머슴일을 아직도 잊지 못해 마당을 쓸고 있었고 정승은 표정이 굳어지며 숙영이 마침 보게되고 아침이 되자 숙영은 상동한테 글공부를 시키면서 갑자기 상동이 피곤하다면서 졸다가 숙영이 깨우지만 흥미가 없어 결국 밤에 상동은 하인들한테 자신이 머슴일을 했던 새끼꼬는법을 알려주는데 방에서 숙영이 상동을 불러 상동은 나이 40에 무슨 글공부냐며 탓하고 숙영은 글공부책이 아니라 옛날얘기 책이라면서 숙영이 책을 읽어주면서 상동은 재밌다고 하니 숙영은 날마다 긴 얘기 읽어드리는것도 쉬운 일이 아니라고 직접 읽어보라면서 상동은 옛날 이야기를 읽고자 서당에 다니게된다. 다음날 흉가에 들어갔던 한 부부가 변사체로 발견되고 밤이되자 정승과 만나게 된 상동은 글방을 올라오면서 빈집을 알아둔게 있다면서 사람들 얘기로는 그 집이 흉가라 오랫동안 사람들이 살지 않으니 그 집에서 살고 싶다고 하며 정승은 따로 살림을 차리겠냐고 말하더니 상동이 말하기를 글방도 멀고 장인어른한테 신세만 지는게 민망하다고 하면서 정승이 흉가말고 다른 집을 알아봐주겠다고 하자 상동은 그래도 흉가가 좋다고 말을하게된다. 그렇게 상동과 숙영은 흉가로 이사를 하게되고 어느덧 밤이 되자 상동은 공부방에서 글공부를 하고 숙영은 바느질을 하는 순간 집주인이 온걸 느낀 숙영이 비명소리를 들으면서 상동은 갑자기 숙영한테 찾아오더니 결국 상동과 숙영은 실이 풀려있는것을 보고 쫓아갔는데 문을 부수고 들어가더니 마침 해골손에 종이를 발견하고 펼쳐보자 알고 보면 집주인은 이미 죽은 사람이라 재물을 선물로 주고 떠나면서 부자가 되었고 그 후 상동은 나이 50이 되어 벼슬길에 올랐다.

### 등장 인물
주요 인물
- 안대용 : 상동 역
- 박준희 : 숙영 (상동의 부인) 역
- 신귀식 : 정승 (숙영의 아버지) 역
- 반효정 : 정승의 부인 (숙영의 어머니) 역

 그외 인물
- 장정희 : 주모 역

## 제13화: 염라대왕의 증언

### 개요
- 방영일 : 1996년 8월 7일
- 극　본 : 최민수
- 연　출 : 오동석
- 줄거리 : 강화도에 살던 이 진사의 생일잔치에 복면을 쓴 강도들이 들어왔다. 아들이 그들을 진압했는데 알고보니 생일축하 연극이었다. 그러나 아들들이 과거에 급제하자마자 바로 피를 토하고 죽자 이 진사는 사또에게 그것을 하소연하고, 사또는 염라대왕이 들려주는 사연을 들었다. 원래 이 진사는 주막을 차리고 살았는데 과거를 보던 두 남자와 선비의 아내가 주막에 묵자 결국 돈을 벌고 싶은 마음에 독약을 타서 죽이고 말았다. 그로 인해 염라대왕은 그들이 이 진사의 아들과 딸로 환생하여 원수를 갚은 것이라 말을 하였고, 사또는 이 진사 부부를 그 주막으로 데려와서 이들이 죽어서도 시신이 썩지 않을 정도로 원한이 깊었음을 알고 절망한다.

### 등장 인물
- 김진태 : 이 진사 역
- 하미혜 : 이 진사의 부인 역
- 홍정욱 : 이 진사의 큰 아들 역
- 이재식 : 이 진사의 작은 아들 역
- 강민경 : 정옥 (이 진사의 막내 딸) 역
- 안대용 : 사또 역
- 김학철 : 저승사자 역
- 김시원 : 염라대왕 역

## 제14화: 회생

### 개요
- 방영일 : 1996년 8월 8일
- 극　본 : 최민수
- 연　출 : 김종선
- 줄거리 : 소작 등으로 농민을 착취하던 욕심 많은 최 부자는 죽을 날이 다가오자 마침내 저승사자가 찾아온다. 저승사자는 이달 그믐에 죽을 것이라고 하며, 최 부자는 스님의 조언을 듣고 대신 죽을 사람을 찾기 위해 하인이나 늙은 거지에게 대신 죽어달라고 말하지만, 그들은 살고 싶다고 거절한다. 결국 가족들까지 도움을 요청하다가 바로 그때 벙어리 딸 금분이 나섰고, 최 부자는 슬퍼하게 된다. 그렇게 금분은 최 부자로 변장하고 저승사자가 올때만을 기다리면서 누워있다가 저승사자는 금분을 저승으로 데려가게 된다. 그러다가 금분은 염라대왕을 만나게 되고 염라대왕은 명경대에서 금분을 보고 딱히 여겨 최 부자한테 수명을 20년이나 더 연장하고 금분이 말을 할 수 있도록 저승사자한테 지시한다. 한편 최 부자는 금분이 깨어나길 기다리면서 뒤늦게 잘못을 뉘우치고 금분에게 용서를 구하는 순간 그러자 관에서 금분이 깨어나고 말을 할 수 있게 되었으며 최 부자는 기뻐했다.

### 등장 인물
주요 인물
- 김학철 : 최 부자 역
- 김수정 : 금분 (최 부자의 막내 딸) 역

그 외 인물
- 김성겸 : 염라대왕 역
- 김인태 : 스님 역
- 최주봉 : 거지 역
- 김시원 : 저승사자 역
- 최재원 : 염라대왕의 신하 역
- 박현 : 최 부자의 아들 역
- 이한나 : 최 부자의 부인 역
- 김미성 : 은실 (최 부자의 작은 딸) 역
- 이한수
- 이두섭
- 박희남
- 권병준
- 배영철
- 진운성
- 이경실
- 김숙미
- 윤정빈

## 제15화: 내 혼백 남의 육신

### 개요
- 방영일 : 1996년 8월 14일
- 극　본 : 임충
- 연　출 : 이덕건
- 줄거리 : 진천에 사는 농부 추천석은 가난하지만 가족들과 화목하게 살고 있었는데 어느 날 갑자기 죽게 되자 저승에 가게 되고 염라대왕은 저승사자한테 실수로 진천 추천석을 다시 이승으로 돌려보내라는 지시를 내리면서 진천 추천석이 이미 이승으로 돌아왔을땐 이미 장사가 끝나서 육체가 무덤에 묻힌 상태라 절망하게 된다. 하지만 진천 추천석은 용인 추천석이 죽을 때였다는 것을 기억하여 용인으로 곧장 달려가고 용인 추천석은 부유한 양반으로 곧 군수자리에 오를 예정인 매우 행복한 삶을 살고 있었지만, 그 날 밤에 덜컥 죽어버리게 되자 자신을 찾아온 저승사자한테 갖가지 방법을 요청했지만 소용이 없어서 결국 저승으로 끌려가게된다. 그렇게 용인까지 달려온 진천 추천석은 죽은지 얼마 안된 용인 추천석의 몸을 빌려 다시 살아나게 되고 다음날 진천으로 달려갔지만 진천의 가족들은 추천석을 알아보지 못했는데 처음에는 미친 놈이라고 취급 당하면서 부인의 사마귀 위치까지 말하자 반신반의 하게 되었고, 결국 진천 추천석은 사또한테 자신의 처지를 호소하게 되어 사또는 이승의 사람이 살고 죽는 것은 육신이 죽고 사는 것으로 판가름 하는 법이라는 논리로 용인 추천석으로 살라는 판결을 내리게 된다. 계절이 바뀌고, 진천의 아내가 막내 아이를 출산하자 얼굴이라도 보고 싶어서 찾아가지만, 부인에게 이제는 오지 말라는 이야기를 들으며 문전박대를 당하게 되자 집 앞에 엽전만 놓아두고 떠나게 되는데 진천 추천석이 떠난 후 부인은 마음이 바뀌어 막내 아이를 안고 추천석을 쫓아와 얼굴이라도 보겠냐고 묻지만, 이번에는 추천석이 거절하며 그대로 떠나게 된다. 세월이 흘러 20년 뒤, 진천 추천석은 저승사자가 다시 자신을 찾아오자 아무리 기름진 밥에 고기반찬을 먹으며 부유하게 살았어도 지난 20년간 진천의 처자식들 걱정으로 끔찍했었다고 회고하며, 진천의 부인이 저승에 간 사실을 전해듣고 자신도 저승으로 가기 전에 저승사자한테 부탁하여, 진천의 옛 집을 둘러보고 미련없이 저승으로 떠난다.

### 등장 인물
주요 인물
- 강인덕 : 진천 추천석 역
- 김성환 : 용인 추천석 역
- 조옥희 : 용인 추천석의 부인 역
- 이미지 : 진천 추천석의 부인 역
- 김주영 : 저승사자 역

그 외 인물
- 김하균 : 사또 역
- 조하나 : 진천 추천석 막내 아들의 아내 역
- 허정규 : 진천 추천석의 막내 아들 역
- 김종만 : 염라대왕 역
- 한현배
- 최우혁 (아역)
- 윤영아 (아역)
- 김영우 (아역)
- 조재옥 (아역)
- 김성실 (아역)
- 박영진 (아역)
- 이량호 (아역)
- 이지형 (아역)

## 제16화: 호산(虎山)

### 개요
- 방영일 : 1996년 8월 15일
- 극　본 : 임충
- 연　출 : 어수선
- 줄거리 : 어린 최상저는 길에서 놀다 함판수와 마주치고, 함판수는 최상저를 호산에 갈 팔자라 하여 호산에 있는 산신각에 가서 호랑이 가죽을 쓰고 새벽닭이 울때까지 벗지 말라는 당부를 한다. 그곳에 간 최상저는 노승을 만나고 새벽닭이 울자 호랑이 가죽을 넘긴다. 결국 호랑이를 피하면 오래 살 것이라는 말을 남기고 사라졌다. 한편 사냥꾼들이 호랑이에게 당하고 그 소문을 들은 최상저는 간밤에 다시 호산으로 가고 최상저는 최후를 맞이하였다. 한편 최루백은 아버지의 원수를 갚기 위해 호산에 가고 거기서 호랑이를 잡아 부친의 원수를 갚고 장사를 지냈다.

### 등장 인물
주요 인물
- 김성겸 : 의문의 노인 (호랑이) 역
- 이대영 (아역) : 어린 최상저 역
- 조양자 : 최상저의 어머니 역
- 김흥기 : 최상저 역
- 김광영 : 최루백 (최상저의 아들) 역

그 외 인물
- 김인태 : 함판수 역
- 이한나 : 최상저의 부인 역

## 제17화: 동침문서

### 개요
- 방영일 : 1996년 8월 21일
- 극　본 : 임충
- 연　출 : 김종선
- 줄거리 : 비오는 날, 한 여인이 변을 당한다. 얼마 뒤 새로 혼인하는 부부가 첫날밤을 보내다 남편의 아버지가 죽었다는 소식을 듣고 급히 떠난다. 비오는 날에 여인은 꿈을 꾸고, 아버지가 나타나 동침문서를 받아야 한다는 것을 잊지 말라는 말을 남기고 사라졌다. 남편이 비를 피해 집으로 들어가고, 그것으로 인해 동침문서를 받게 되나, 남편은 얼마 뒤 객사하고 만다. 어느 양반집에 들어가 동침문서를 보여주고, 시숙이 오랜만에 여인을 보러 온다. 동침문서를 탐내려는 시숙은 동침문서를 여러번 훔치려다 실패하고, 한번은 아기가 부르는 소리에 깨면서 도둑이 도망치고, 아이를 낳은 여인은 아이를 키운다. 그러나 어느 날, 여인이 냇가에 간 사이, 아이가 납치되고, 그날밤에 동네 아낙이 아이를 무사히 데리고 왔다. 그러나 도둑이 다시 들이닥치고, 그 도둑은 시숙이었다. 결국 시숙은 모자를 제거하려다 오히려 남자에게 제압당하고 여인은 아이를 잘 키웠다고 한다.

### 등장 인물
- 박민아 : 선영 역
- 사미자 : 선영의 어머니 역
- 박현정
- 노경주 : 시어머니 역
- 윤정빈
- 양영준 : 정 진사 역
- 김진태 : 시숙 역
- 안대용
- 이두섭 : 하인 역
- 박현 : 정생 (정 진사의 아들) 역
- 진운성
- 김미성
- 김지영

## 제18화: 숫돌바위

### 개요
- 방영일 : 1996년 8월 22일
- 극　본 : 임충
- 윤　색 : 홍장희
- 연　출 : 이덕건
- 줄거리 : 성칠은 고기를 이고 하산하다가 도적일당을 만나고, 지나가던 검객이 도적을 제압하는 틈을 타 성칠은 하산한다. 지나가던 한 선비가 소내장을 사고 성칠의 푸줏간은 돈이 들어온다. 얼마 지나지 않아 성칠은 한 선비를 만나고, 한 선비를 도와준다. 그 뒤에 한 선비는 과거에 급제해 고을 사또가 되었고, 한 선비를 찾으러 관아에 여러번 들어가길 시도했으나, 아전들에게 문전박대를 당하다 자신이 살던 집이 불에 타면서 가족을 잃자 한선비를 죽이기로 결심하고 검술을 배웠다. 한 선비는 이조판서가 됐다는 소식을 듣고 성칠은 한양으로 향하고, 성칠을 본 노파가 아전에게 이 소식을 전하며 한양으로 파발을 띄운다. 성칠은 가다가 한 선비가 보낸 자객을 제압하고, 한양의 한 선비 댁에 향한다. 어느날 밤, 성칠은 한 선비 댁에 들어가서 죽이려다 아내와 아들이 살아있다는 것을 보고 자신을 박대했다는 오해를 풀고 훈련대장이 됐다.

### 등장 인물
주요 인물
- 전인택 : 성칠 역
- 현석 : 한생 역

그 외 인물
- 이미지 : 성칠의 부인 역
- 서권순 : 주모 역
- 김주영 : 검객 역
- 선동혁 : 도적 역
- 양택조 : 고깃집 손님 역
- 한현배
- 이계영
- 조재훈 : 은퇴한 군관 역
- 김영선 : 농민 역
- 이한위
- 손종범 : 마당쇠 역
- 조하나 : 고깃집 손님 역
- 양재원 : 지나가는 농민 역
- 양재성 : 포졸 역
- 윤동원 (아역)
- 최우혁 (아역)

## 제19화 ~ 제20화: 바리데기

### 개요
- 방영일 : 1996년 8월 29일 ~ 1996년 8월 30일
- 극　본 : 정경아
- 연　출 : 안영동
- 줄거리 : 오구대왕의 목숨을 살리기 위해 서천서역 12지옥을 간 바리데기의 이야기

### 등장 인물
- 이잎새 : 바리공주의 막내 딸 역
- 김흥기 : 오구대왕 역
- 김성녀 : 김대부인 역
- 김을동 : 소도할멈 역
- 박주아
- 황준욱 : 반푼 아저씨 역
- 손호균 : 무장승 역
- 김미라 : 바리공주의 첫째 딸 역
- 김정희 : 잉어 역 (목소리 출연)
- 조상현

## 제21화: 학울음

### 개요
- 방영일 : 1996년 9월 4일
- 극　본 : 최민수
- 연　출 : 어수선
- 줄거리 : 서른이 넘도록 배필이 없는 무칠은 결혼한 나무꾼들이 임마라 부르는것으로 인해 화나고, 나무하러 갔다가 황부자 일행과 마주쳤다. 황부자는 학을 못 봤냐고 무칠에게 묻고, 무칠은 화살 맞은 노인을 지극정성으로 보살피며 노인은 학이 그려진 족자를 넘기고 떠난다. 그 뒤로 족자 속에서 학이 사라지고 여인이 등장하고나서 무칠은 뱀에 물려 무릎을 접지른 뒤 산삼을 달여마시고 나았으나 그것으로 인해 탐욕이 생기기 시작하였다. 산삼을 캔 뒤, 산삼은 황부자의 손에 들어가고, 다시 사냥을 나온 황부자가 학을 쏘려다가 다시 여인으로 변하면서 그녀의 뒤를 쫓아 무칠의 집으로 왔다. 한편 무칠은 학녀를 몰래 쫓다가 정체를 알고 그녀는 황부자의 집사에게 납치되어 황부자와 하룻밤을 거부하고 헛간에서 굶으면서 죽어갔다. 그날밤 무칠의 족자에 사라진 학이 다시 등장하고, 그녀는 자신이 살던 나라로 돌아가면서 무칠의 곁을 떠나고 무칠은 뒤늦게 잘못했다며 용서를 빌면서 끝내 좌절한다.

### 등장 인물
주요 인물
- 이두일 : 무칠 역
- 강민경 : 학녀 역
- 최명수 : 백발의 노인 역
- 김학철 : 황 부자 역

그 외 인물
- 선동혁 : 황 부자의 집사 역
- 장정희 : 황 부자의 부인 역
- 박현 : 만득 역
- 권익균
- 이상인 : 무칠의 친구 역

## 제22화: 열불열비(烈不烈碑)

### 개요
- 방영일 : 1996년 9월 5일
- 극　본 : 임충
- 윤　색 : 박영숙
- 연　출 : 전성홍
- 줄거리 : 어느날 안생은 황씨한테 갔다 오다가 갑자기 의문사를 당하고 김씨부인이 슬픔에 빠지자 박가는 부인을 몰래 납치하여 김씨부인과 혼인하면서 그렇게 20년동안 살게된다. 어느덧 시간이 흘러 박가는 그제서야 부인에게 안생을 살해한 이야기를 하게되고 결국 부인이 박가를 범인으로 지목하여 박가는 관아에 잡혀가고 결국 재판 끝에 참수되어 김씨부인은 두명의 남편을 잃었다며 끝내 자신도 저승으로 따라갔다.

### 등장 인물
주요 인물
- 태민영 : 박가 (새 남편) 역
- 양미경 : 김씨부인 역
- 문창길 : 안생 (전 남편) 역

그 외 인물
- 서학 : 지나가는 선비 역
- 김형자 : 주모 역
- 안영주 : 박가의 어머니 역
- 하대경 : 노인 역
- 기정수 : 정돌석 역
- 박칠용 : 조사관 역
- 장영주
- 차기환 : 농민 역
- 이종길
- 김하균 : 주막 손님 역
- 이우석
- 이재연
- 강영하
- 윤정빈
- 이경실
- 홍성찬
- 문광호

## 제23화: 춘보

### 개요
- 방영일 : 1996년 9월 11일
- 극　본 : 임충
- 윤　색 : 최민수
- 연　출 :
- 줄거리 : 옥섬을 좋아하는 춘보는 자신이 좋아한다고 사랑고백을 하나, 마님은 벌주기 위해 옥섬에게 죄를 뒤집어씌운다. 그러자 춘보는 돈을 내놓고, 대감은 노비문서를 태운다. 그렇게 팔뚝집을 만든 옥섬은 춘보를 기다리고, 춘보는 그 세월동안 자신은 다른사람처럼 변했으니 옥섬을 버리고 도망친다.

### 등장 인물
주요 인물
- 김규철 : 김 춘보 역
- 임경옥 : 옥섬 역
- 이광기 : 도령 이생 역

그 외 인물
- 김진태 : 판서 대감 (이생의 아버지) 역
- 최주봉 : 춘보의 친구 역
- 김종구
- 이두섭 : 상인 역
- 이미지 : 이조판서 부인 (이생의 어머니) 역
- 박현정
- 윤정빈
- 김지영
- 권병준 : 하인 역
- 박희남
- 최상길 : 상인 역
- 방형주 : 상인 역
- 진운성 : 하인 역
- 김미성 : 덕순 역

## 제24화: 우생원(牛生員)

### 개요
- 방영일 : 1996년 9월 12일
- 극　본 : 임충
- 윤　색 : 최민수
- 연　출 : 오동석
- 줄거리 : 이춘길은 부인을 잃고 두 아이를 홀로 키우느라 어려움에 봉착하고 만식은 안성 홍판서 대감집 머슴이 되고, 홍판서댁 사정을 알게 된다. 얼마 뒤 삼돌이는 옥이를 줄테니 장가가서 함경도에 가서 살라는 말을 하였다. 한편 이춘길은 죽은 아내가 키우던 소인 금동이를 용인장에 가서 팔라는 말을 하고, 장날이 되자 용인장으로 갔는데, 삼돌이가 금동이를 사갔다. 이춘길은 주막에 가서 술을 마시며 금동이를 보낸 슬픔을 달랜다. 안성으로 간 삼돌이는 옥이를 금동이에 태우고 함경도로 떠날 채비를 한다. 홍판서 대감부인은 딸이 죽은 것을 보고 대감은 장례를 치르게 하였다. 그러나 삼돌이 용인으로 넘어가는 와중에 만식이 괴한이 되고, 만식은 칠성이라는 본명을 밝히고 아씨를 흠모하였다고 말하자 그렇게 삼돌과 칠성의 싸움으로 옥이아씨는 정신을 잃고, 부인의 영혼에 이끌려 금동이는 다시 돌아왔고, 춘길과 옥이는 서로 부부가 되었다.

### 등장 인물
주요 인물
- 임혁주 : 이 춘길 역
- 김은숙 : 춘길의 부인 역
- 조민희 : 별당아씨 옥이 (춘길의 새 부인) 역
- 박규채 : 홍판서 대감 (옥이의 아버지) 역
- 서우림 : 옥이의 어머니 역

그 외 인물
- 노영국 : 칠성 (만식) 역
- 이한위 : 삼돌 역
- 장정희 : 주모 역

## 참고 사항
- 당초 월화드라마 《조광조》 후속으로 기획되었으나 원작자인 임충 작가가 본인의 또 다른 작품인 SBS 《만강》과 같은 시간에 방영되는 것을 원하지 않자 수목 미니시리즈 《컬러》 후속이었던 《신고합니다》와 편성을 맞바꿨다.[2]
- 당초 18부작으로 기획됐지만 높은 인기에 힘입어 2편 늘린 20부작으로 종영 예정이었다.[3] 그러나 후속작인 《머나먼 나라》에서 김한수 역으로 낙점된 이정재가 영화 《불새》로 바쁘게 되어 제안을 포기하여 캐스팅의 난항을 겪자[4] 20부작에서 4편 더 늘려 24부작으로 막을 내렸다.